# Хэтч, Аня
Аня Хэтч (англ. Annia Portuondo Hatch; род. 14 июня 1978, Гуантанамо) — спортивная гимнастка, выступавшая за Кубу и США. Бронзовая призёрка чемпионата мира 1996 года в опорном прыжке (выступала за Кубу), серебряная медалистка Олимпийских игр 2004 года в командном первенстве (в составе женской команды США по спортивной гимнастике).
Была 7-кратной чемпионкой Кубы. На Чемпионате мира 1996 года, где Аня Портуондо завоевала бронзовую медаль в опорном прыжке, она познакомилась с молодым американским тренером Аланом Хэтчем.
На Олимпийских играх в августе 2004 года была самой старшей в американской женской команде по спортивной гимнастике (в июне ей исполнилось 26 лет).